# Антоніо Франческо Карлі
Анто́ніо Франче́ско Ка́рлі (італ. Antonio Francesco Carli; … — …; fl. 1689—1723) — італійський бас-співак епохи барокової музики. Виступав на оперних сценах Риму, Болоньї, Турину, Флоренції, Венеції в операх Геора Фрідріха Генделя, Франческо Ґаспаріні, Антоніо Лотті, Томазо Джованні Альбіноні, Антоніо Вівальді, Джованні Бонончіні, Франческо Полларолло, Антоніо Кальдара.

## Музична кар'єра

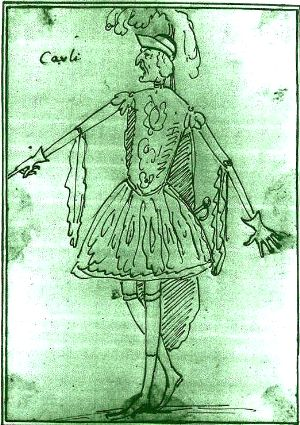
Шарж на Антоніо Франческо Карлі, першого виконавця ролі Орландо, рисунок Антоніо Занетті.

Помітними стали виступи Антоніо Карлі в Турині 1702—1703 рр., у Генуї в 1706 і 1715 роках, в Болоньї в 1708 року, у Флоренції в 1708 і в 1719—1720 рр., де він співав у восьми операх як Віртуоз на службі тосканського двору, в Реджо-Емілія 1712 року, в Римі в 1717 року («Il trace in catena», Франческо Ґаспаріні).
Як Віртуоз Його Королівської Високості Флоренції (італ. Virtuoso di Sua Altezza Reale di Fiorenza) 1705 року він співав у опері «Flavio Bertarido, re dei Longobardi» («Флавіо Бертарідо, король лангобардів») композитора Карло Франческо Поллароло, як Віртуоз Великого герцога Тоскани виступав у операх Антоніо Лотті.
Та, наділений винятковим басовим голосом вражаючого діапазону, Карлі найбільш відомий завдяки своїм венеціанським виступам 1706—1918 та 1722—1723 рр. в операх Георга Генделя, Франческо Поллароло, Антоніо Кальдара, Антоніо Лотті, Томазо Альбіноні та Франческо Ґаспаріні.
Саме у Венеції Гендель довірив написану для нього важку роль імператора Клавдіо в опері «Агріппіна», у якій Карлі розгортає свій голос на всю глибину. Ця опера, прем'єра якої відбулася 26 грудня 1709 року в театрі «Сан-Джованні Ґрізостомо», мала настільки великий успіх у публіки, що витримала аж 27 послідовних вистав. Як Віртуоз Великої принцеси Віоланти Тосканської Карлі 1714 року втілив головну роль Орландо в опері Вівальді "Orlando furioso". Опери Вівальді підкреслювали вокальні якості актора, з довгими речитативами, як наприклад, в знаменитій сцені божевілля Орландо. 1723 року він все ще був активним і співав у «Mitridate re di Ponto» Джованні Марія Капеллі. 
На оперних сценах він виступав з найкращими співаками того часу, зокрема Джузеппе Марія Боскі, Маргеритою Дюрастанті, Діаманте Марією Скарабеллі, Антоніо Берначчі та іншими. Як бас, він переважно виконував в операх ролі мужньої персони, правителя, тирана, лиходія, які вимагали яскравої особистості.